# Duomo di Murano
La basilica dei Santi Maria e Donato è il principale luogo di culto cattolico dell'isola di Murano (Venezia).
È un importante luogo di culto dedicato ai santi Maria Assunta, Donato Martire e Cipriano Vescovo e Martire. Edificata nel VII secolo, restaurata nel IX, ricostruita nel XII, questa basilica è un classico esempio di arte esarcale che nel XII secolo subisce influssi romanici dall'occidente e bizantini dall'oriente. Era la chiesa matrice per tutta l'isola di Murano. Ha la dignità di basilica minore.

## Storia
Fondata forse nella metà del VII secolo (del 999 è la promissione del pievano Michele Monetario al vescovo di Torcello "secundum antiquam consuetudinem"), la chiesa fu inizialmente dedicata a Santa Maria Assunta. La chiesa di Santa Maria Assunta era la chiesa matrice da cui dipendevano tutte le chiese di Murano. La chiesa aveva un battistero, eretto davanti alla facciata, dove venivano battezzati tutti i neonati muranesi.
Ad essa, nel 1125, fu associato San Donato Martire, vescovo di Evorea, quando il corpo del santo fu trasportato da Cefalonia, dopo che la città fu conquistata da parte dell'armata navale comandata dal Doge di Venezia Domenico Michiel.
Rifacimenti successivi a questa data (fu restaurata nel IX secolo e completamente riedificata nel XII secolo) hanno prodotto il prezioso manufatto pavimentale, databile intorno al 1141, che molto ha influenzato la produzione artistica dell'epoca (in particolare i manufatti analoghi dell'abbazia di Pomposa). Tali mosaici sono composti di marmo e paste vitree policrome. 
Nel 1692 il vescovo di Torcello Marco Giustiniani trasferì qui la sede episcopale e diede inizio ai lavori di ristrutturazione secondo il gusto barocco: le arcate della nave furono rivestite in legno intagliato e così pure le basi delle colonne dopo averne ridotto l'ingombro scalpellandolo via; furono demoliti i due amboni ed il setto del coro; il mosaico all'esterno dell'arco trionfale, un ' Annunciazione, presumibilmente simile a quello di Torcello, venne demolito; la pala d'argento dell'altare maggiore venne venduta; nel presbiterio rialzato di tre gradini venne prima rimontata la pavimentazione originale per poi mutilarla con l'inserimento della tomba del vescovo Giustiniani; sui muri più alti della navata vennero aperte grandi finestre termali. Nel 1719 venne raso al suolo il battistero ottagonale che sorgeva davanti alla facciata.
Nell'Ottocento la chiesa risultava pericolante, probabilmente per l'appesantimento e gli indebolimenti dovuti agli interventi settecenteschi, per cui a partire dal 1868 e il 1873 si ebbe una campagna di restauro e ripristino, talvolta con soluzioni arbitrarie: i finestroni termali vennero sostituiti da monofore in base ad un unico esemplare rintracciato, rifatte le murature laterali ed aperte due finestre sull'abside principale.
Tra i titoli che spettano al patriarca di Venezia c'è anche quello di abate commendatario perpetuo dei Santi Maria Assunta, Donato M. e Cipriano V. M. di Murano.
Attualmente la chiesa fa parte della collaborazione pastorale delle due parrocchie di Murano assieme alla chiesa di San Pietro Martire.

## Descrizione

### L'esterno

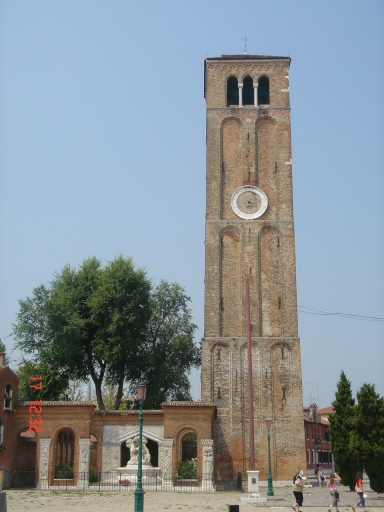
Campanile e monumento ai caduti

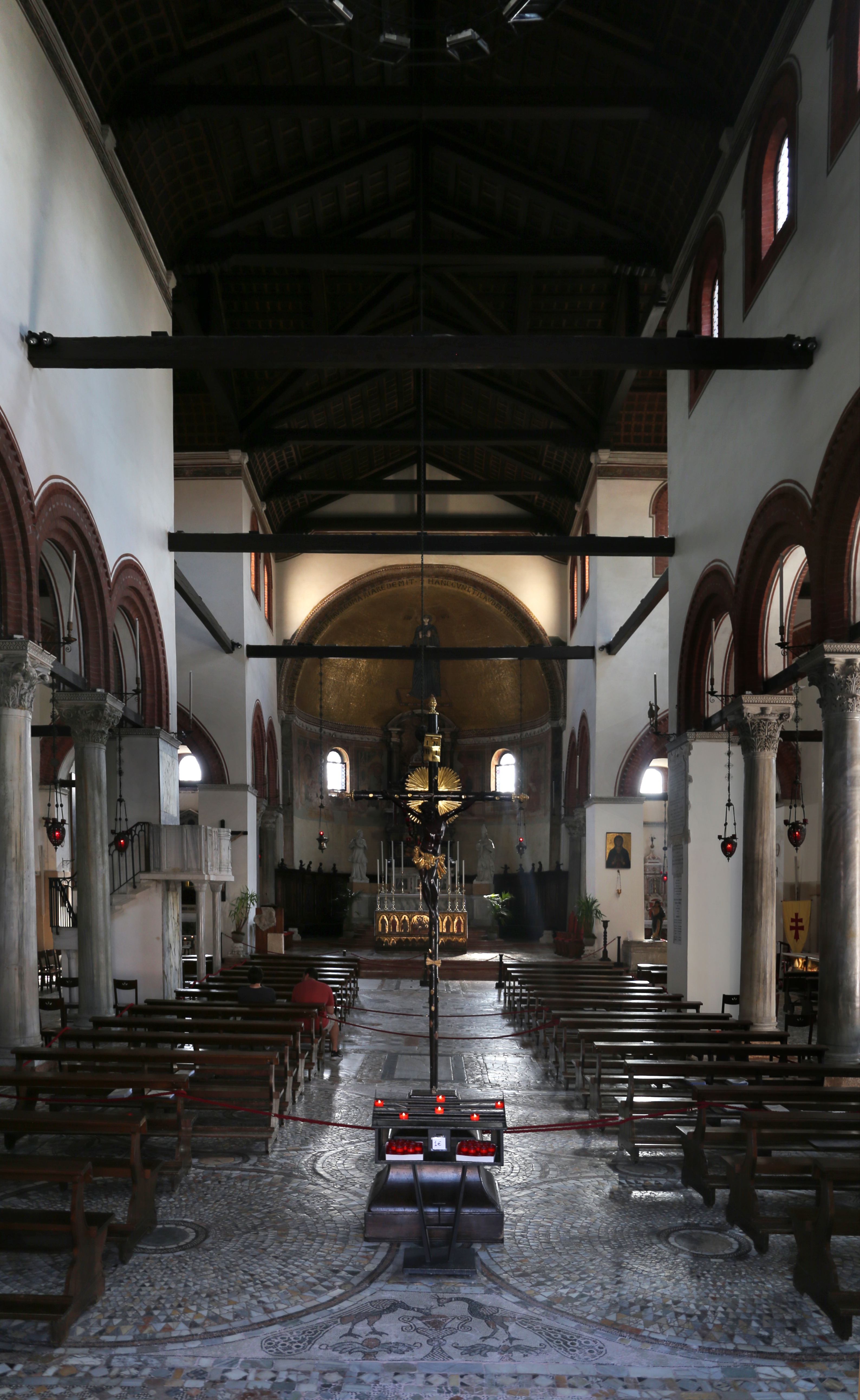
L'interno

Secondo i moduli imposti da San Marco a Venezia, l'architettura tende a dissolvere le masse. Mentre la facciata, in un sobrio stile ravennate, è rivolta verso ovest mentre l'abside, affacciata sul canale, è rivolta verso est e, presentandosi per prima a chi venga dalle fondamenta, ha un ruolo preminente. All'esterno l'abside ha pianta ettagonale con sette nicchie concave nel registro inferiore sormontate da un fregio a denti di lupo di ascendenza altomedievale e nel registro superiore un finto porticato, con sette nicchie e colonne binate in due ordini.
Le logge, con arco a tutto sesto e piedritto, la doppia fascia fregiata da triangoli, l'accenno di strombatura degli archi derivato dalle multiple ghiere, tutto contribuisce a scarnificare la massa, esaltando il contrasto cromatico tra il rosso del mattone e il bianco del marmo. In entrambi gli ordini, poi, l'apertura degli archi presenta via via diverse ampiezze, contribuendo a ritmare visioni differenti, anche in base alla luce.
Molti elementi decorativi devono essere andati perduti nel tempo: sono stati trovati frammenti di transenne del IX secolo.
Sulla facciata della basilica ci sono delle piccole monofore nelle ali spioventi ed una bifora in alto. Al centro un bassorilievo trecentesco rappresentante San Donato e un devoto; ai lati del portale si trovano due pilastri romani del secolo II d.C., provenienti da Altino, con decorazioni funerarie che sono incastonati alla base dei resti di quegli arconi che univano la basilica con il battistero antistante che è stato demolito nel giugno del 1719.
Il campanile è una torre quadrata suddivisa in tre ordini (scanditi a loro volta da lesene) e conclusa da una cella campanaria con trifore e archetti pensili. Il campanile aveva una sopraelevazione che è stata demolita perché pericolante a causa dei fulmini che l'avevano colpita. Ai piedi del campanile c'è un Monumento ai Caduti con una grandiosa scultura in marmo, opera dello scultore Napoleone Martinuzzi e datato 1927.

### L'interno

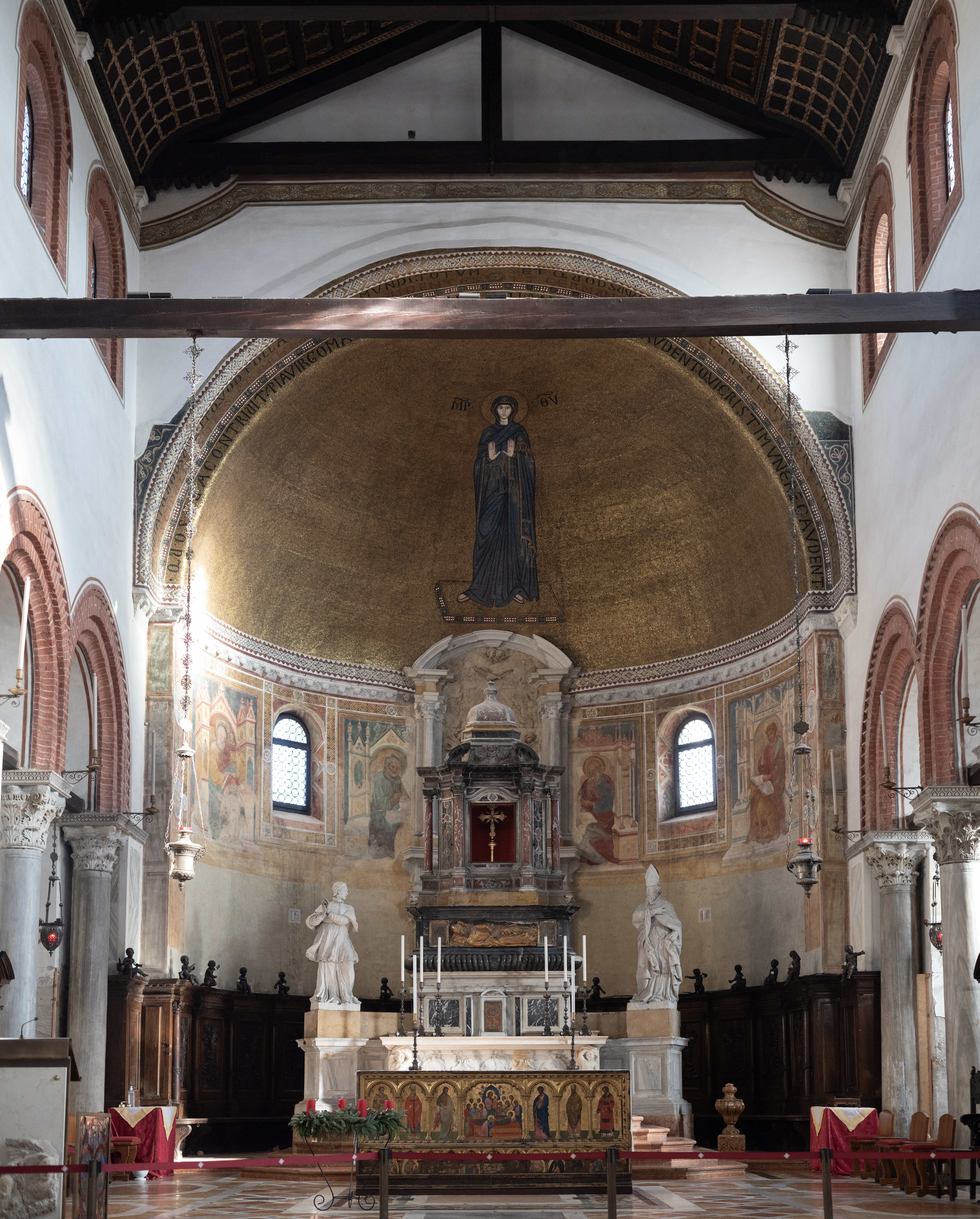
Murano, San Donato, presbiterio

La chiesa ha una pianta basilicale a croce latina con un transetto largo m 8,40. Da segnalare il rapporto proporzionale tra le singole zone liturgiche. Sul passo delle colonne della navata centrale largo metri 4,80, infatti è costituita e modulata tutta la chiesa: la dimensione trasversale delle navate è il doppio dell'intercolumnio, quella della navata di centro il quadruplo, quella del transetto il triplo.
Le due navate laterali sono divise dalla navata centrale da cinque colonne di marmo greco, con capitelli di stile corinzio a foglie di acanto e sorregenti arcate a sesto rialzato. I capitelli delle ultime colonne di destra e di sinistra sarebbero databili poco prima del VI secolo, ma secondo Polacco tutti i capitelli sarebbero databili alla fabbrica del 1141. Un tetto ligneo a capriate copre le navate, il transetto e il presbiterio.

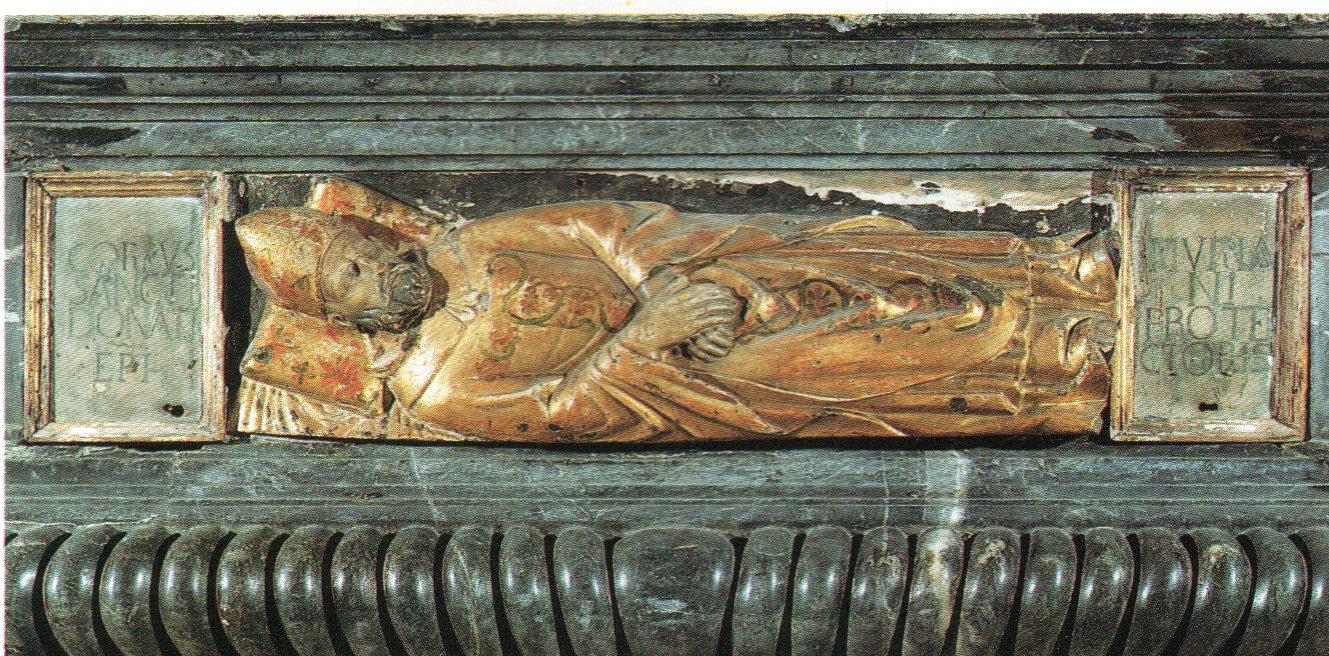
Urna con il corpo di San Donato

Il presbiterio è stato ristrutturato dal vescovo Marco Giustininani (1692-1735) nel 1695 che lo ha sopraelevato per costruirvi la propria tomba, distruggendo così l'antica pavimentazione musiva.
L'architetto Antonio Gaspari costruì un altare seguendo i principi del secolo XVII con il trionfo dell'adorazione eucaristica. Un'imponente massa verticale termina con un complesso trionfale, dove entro quattro colonne policrome si apre un'edicola per l'esposizione del Santissimo Sacramento nelle celebrazioni solenni. Sotto l'edicola c'è il sarcofago con il corpo di San Donato.
Sull'altare maggiore ci sono due statue: a sinistra la statua di San Lorenzo Giustiniani, primo patriarca di Venezia, canonizzato nel 1690 e antenato del vescovo di Torcello Giustiniani che volle in questo modo glorificare sé stesso quando spostò la sede vescovile da Torcello a Murano nel palazzo che ora è sede del Museo Vetrario; a destra la statua di San Eliodoro, vescovo di Altino, patrono della diocesi di Torcello, di cui la chiesa faceva parte.
La nuova mensa eucaristica, posta al centro del presbiterio secondo le indicazioni conciliari, è abbellita dalla pala feriale che un tempo stava sull'altare maggiore: la serie di santi dipinti, sei santi che attorniano una Dormitio Virginis e tredici piccoli comparti con mezze figure nella parte inferiore , risale alla metà del Trecento ed è opera di un anonimo discepolo di Paolo Veneziano.

### I mosaici

#### Il mosaico absidale

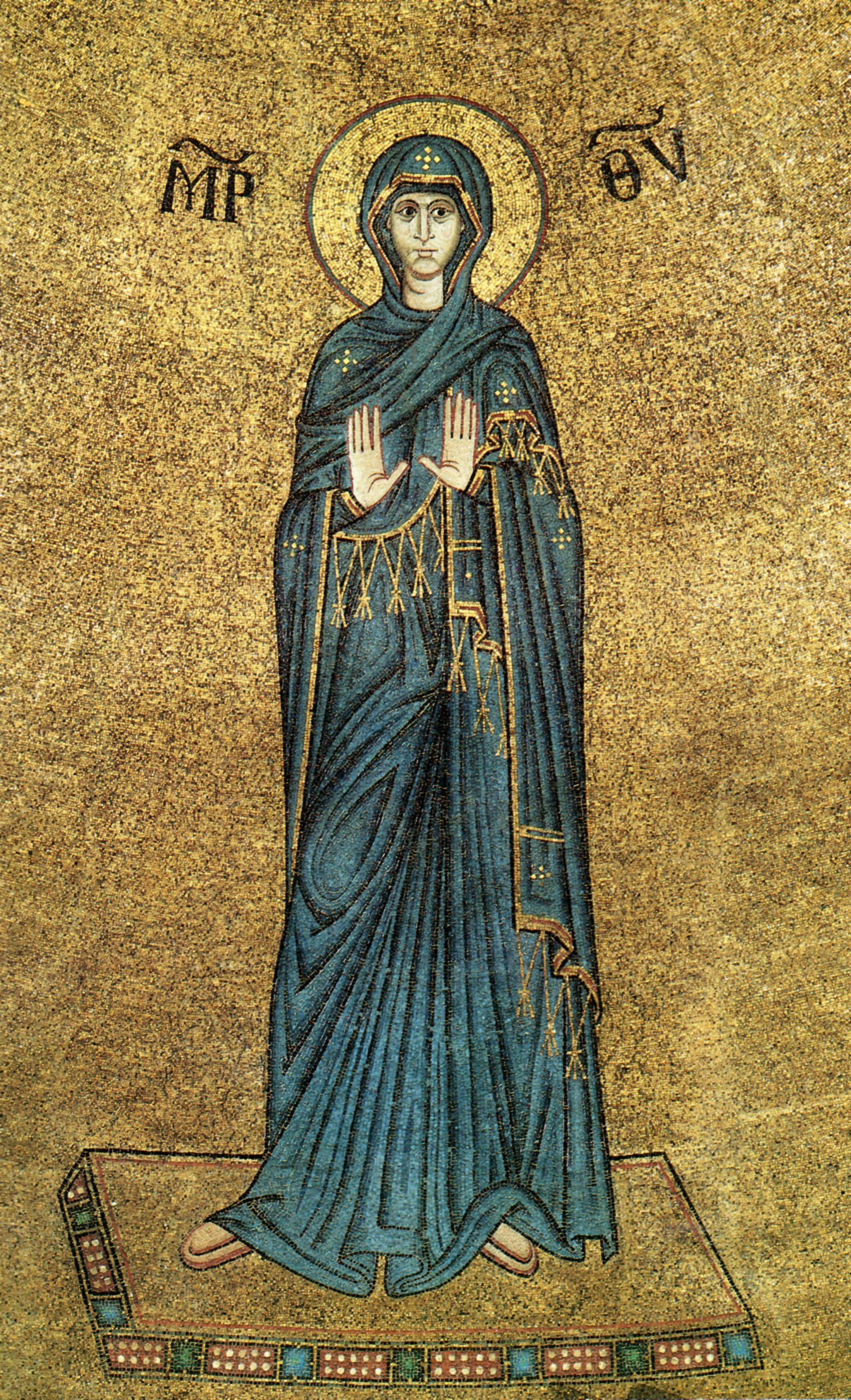
Mosaico del catino absidale della basilica di San Donato a Murano

Domina l'abside il catino decorato con una splendida Madonna orante immersa in un fondo oro, erta su un suppedaneo, con le mani aperte sul petto in segno di preghiera, lo sguardo dolce rivolto alla propria sinistra e la figura slanciata, avvolta nel manto e nel maphorion di un blu intenso. Assai simile alla Theotókos che domina il catino della non lontana chiesa di Santa Maria Assunta a Torcello (anche le due iscrizioni contratte MΡ ΘΥ – Μήτηρ Θεοῦ – ai lati sono uguali), questo mosaico muranese rappresenta uno dei più alti esiti di un maestro veneto ben addestrato al linguaggio bizantino della prima metà del secolo XII: lo stile è infatti quello delle maestranze bizantine che lavorarono anche in San Marco a Venezia, per esempio nella Madonna orante sulla cupola dell'Ascensione, e nella basilica torcellana databile all'ultimo quarto del XII secolo; ma la linearità ripetuta e un poco ingessata del panneggio e le forme slanciate lo staccano nettamente dalla mano bizantina che aveva lavorato all'abside torcellana, mostrando finalmente l'autonomia e la parlata artistica tipica della nuova generazione musiva veneziana successiva alla metà del secolo.Sotto il mosaico ci sono degli affreschi del 1404 con i quattro evangelisti di Nicolò di Pietro e nel mezzo un bassorilievo in stucco settecentesco raffigurante l'Assunta.
L'iscrizione latina, posta ai margini del catino recita: "Quos Eva contrivit Pia Virgo Maria redemit. Hanc cuncti laudent. Qui Christi munere gaudent" (La Madre Pia ha redento quelli che Eva rovinò: tutti quelli che godono del beneficio di Cristo la lodino). L'altra iscrizione collocata lungo il sottarco dell'abside recita: " Mutat quod sumpsit, quod tollat crimina mundi. Totum est quod sumpsit vultus vestisque refulsit, discipuli teste prophete certa videntes et cernunt purum sibi credunt esse futurum." Cambia ciò che assunse, ciò che toglie i peccati del mondo. Tutto è ciò che assunse, il volto e la veste risplendettero. I discepoli e i profeti come testimoni vedendo la verità, credono ciò che avverrà). Del mosaico con l'Annunciazione, che si trovava all'esterno dell'arco trionfale e che è stato distrutto con i restauri dell'Ottocento, rimane a sinistra soltanto una traccia della punta del piede della Madonna.

#### Il mosaico pavimentale

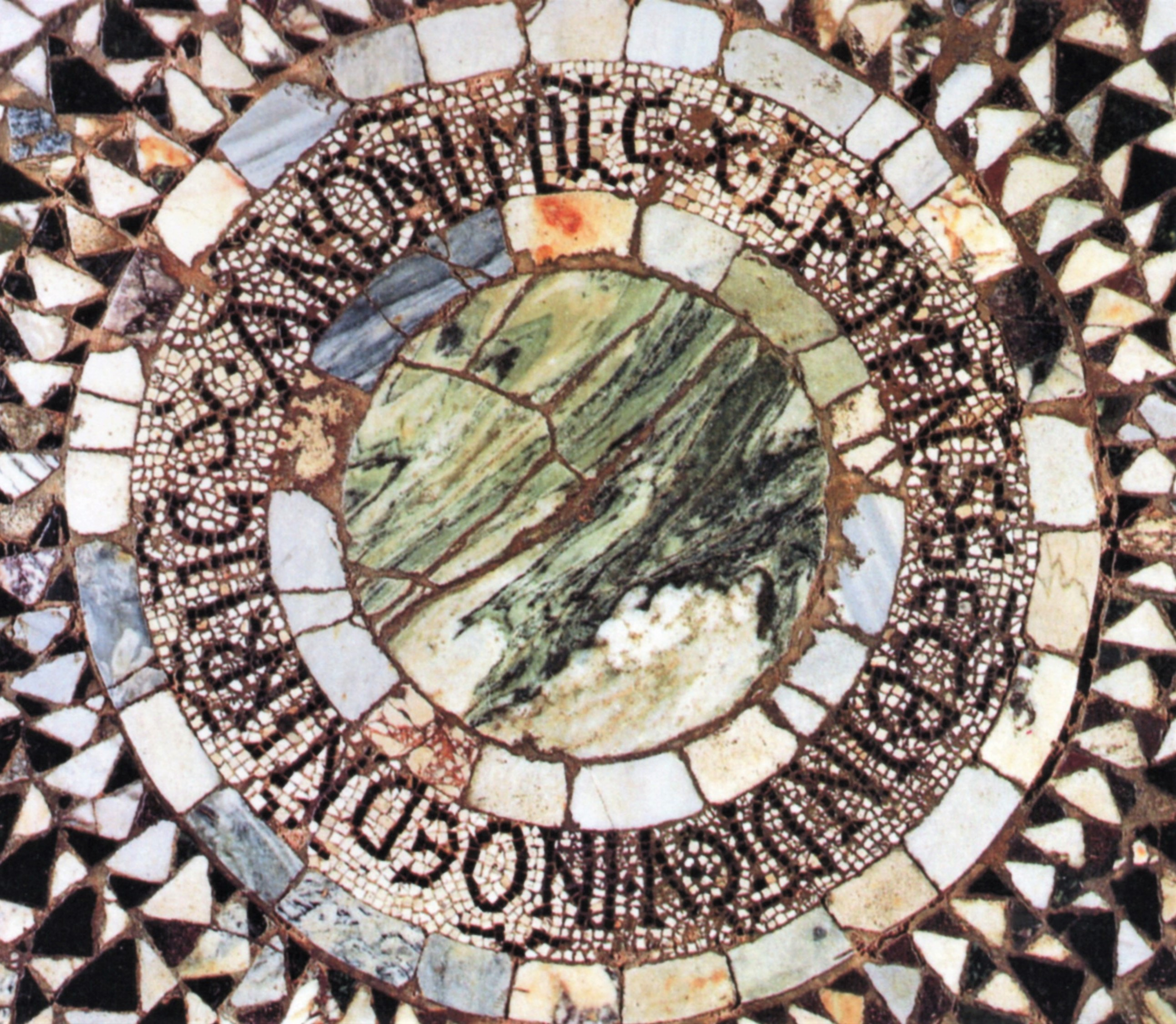
Data della ricostruzione nel secolo XII della Basilica di San Donato di Murano

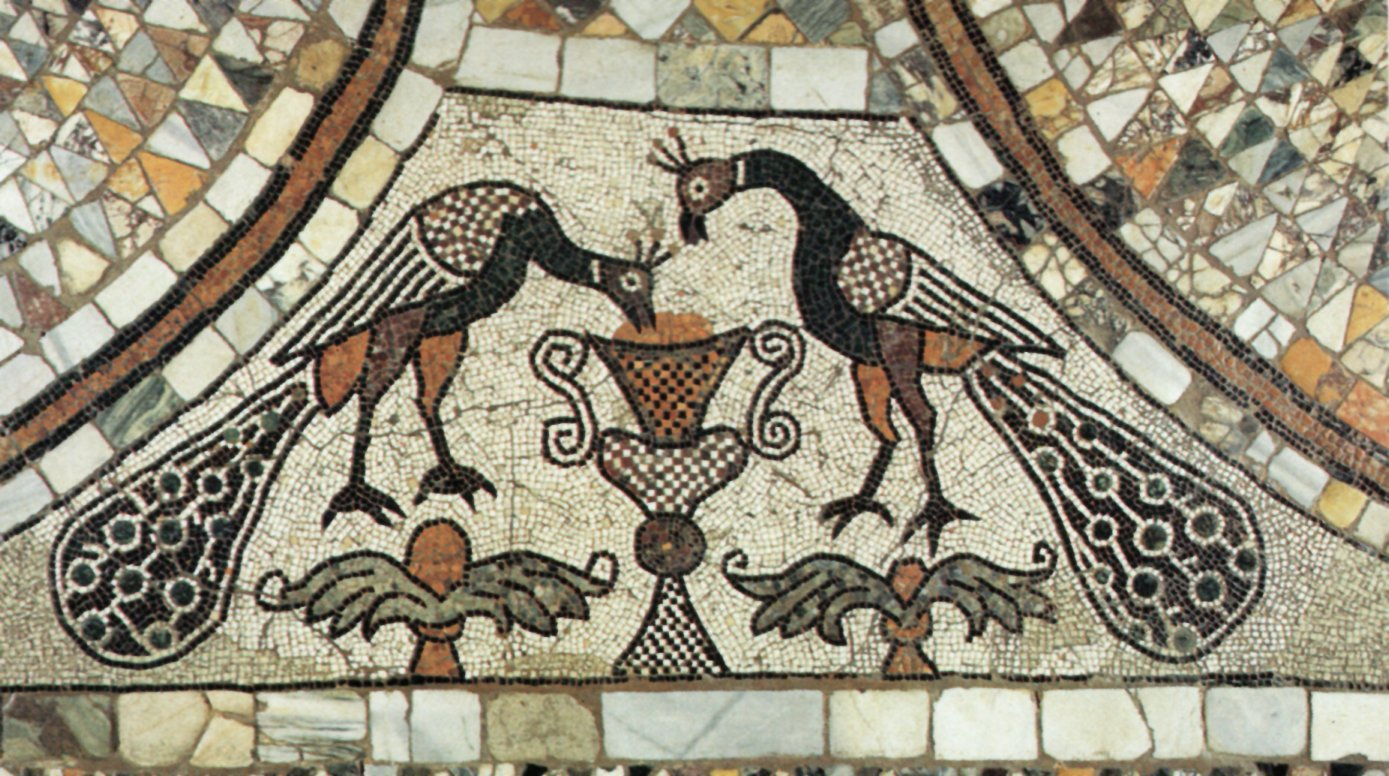
Mosaico pavimentale della basilica di San Donato: pavoni con calice

Il complesso mosaico del XII secolo che compone il pavimento della basilica dei Santi Maria e Donato contiene un'inscrizione indicante la data della sua realizzazione: settembre 1141. Al centro della navata principale infatti si legge: In nomine Domini nostri Jhesu Christi Anno Domini Millesimo C.X.L. Primo mense semptembri indictione V (Nel nome del Signore Nostro Gesù Cristo, nell'anno del Signore 1141, nel mese di settembre, nella quinta indizione) 
L'opera risale quindi alla stessa epoca del pavimento musivo della basilica di San Marco. Fatto di tessere di porfido, serpentino, marmi e pietre preziose, il pavimento è decorato con immagini simboliche usate nell'arte cristiana come pavoni, grifoni, un'aquila con un agnello tra gli artigli, nodi di Salomone simbolo di eternità in quanto non è possibile scioglierli, draghi e uccelli con la preda, onde marine con ottagono e con rombo, grilli che rappresentano il focolare domestico. "Il trionfo della saggezza contro la furbizia" viene raffigurato da due galli che portano una volpe a testa in giù; "La grazia divina'" viene raffigurata da pavoni che si cibano dell'eucaristia che si trova in un calice.
Nella pavimentazione sono presenti due tipi di mosaico:
- il mosaico TESSELLATUM (ad opus tessellatum), costituito da piccole tessere di forma quadrata, usato soprattutto per le figure e gli elementi simbolici tipici dei bestiari medioevali, allegorie dei vizi e delle virtù umane.
- il SECTILE (ad opus sectile), invece, si presenta come piccole lastre di marmo tagliate in forme geometriche (triangoli, quadrati, esagoni, ecc.). È usato per rappresentare, in termini astratti e geometrici, il simbolismo religioso più elevato. L'arte musiva della basilica è di ispirazione bizantina e si rifà al pensiero platonico: la bellezza della forma sta nelle figure regolari del cerchio, del quadrato, del rettangolo, dell'esagono, dell'ottagono. Alle diverse composizioni di queste figure è affidata la rappresentazione visiva dei concetti teologici.

Il mosaico si presenta suddiviso in pannelli di diversa grandezza, a volte accostati tra loro, a volte separati da una bordatura marmorea. Le figure geometriche più frequenti sono il quadrato, che rappresenta la dimensione umana, racchiusa nei suoi limiti; il cerchio che rappresenta il divino, l'assenza di un inizio e di una fine e l'ottagono che ricorda la resurrezione (l'ottavo giorno) e il battesimo, la rinascita ad una nuova vita.
Il mosaico pavimentale non ha soltanto lo scopo di abbellire la chiesa, ma vuole trasmettere un messaggio: lo scopo è guidare il credente nella contemplazione, nella riflessione e nella preghiera. La navata sinistra illustra la via della Chiesa, quella centrale la via della salvezza e la navata destra la via del battesimo.

### Restauri

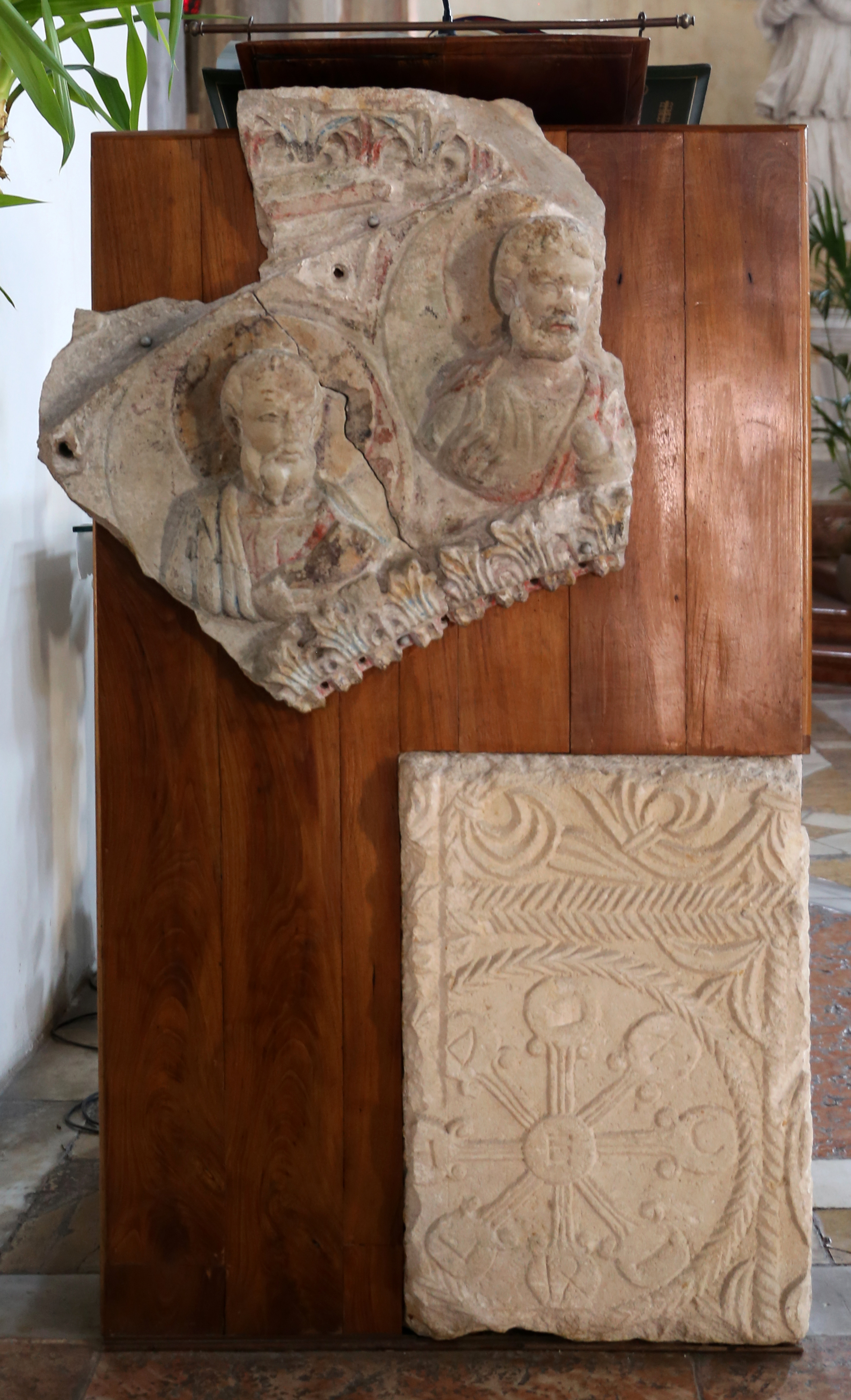
Leggio con frammento di una transenna del secolo IX e busti di santi a rilievo del secolo XIV

Nel Novecento si devono all'interessamento di don Vittorio Vianello, parroco di San Donato dal 1949 al 1990, le prime iniziative per il recupero del pavimento in mosaico della chiesa. Egli iniziò ad inviare a partire dal 1966 alla Soprintendenza ai Monumenti di Venezia lettere in cui sollecitava un intervento urgente. Non avendo ricevuto alcuna risposta, nel 1971 scrisse direttamente al Ministro del Tesoro in carica, l'onorevole Mario Ferrari Aggradi; nello stesso anno il soprintendente, l'architetto Renato Padoan, rispose che diversi progetti erano allo studio, ma "Detti restauri, però sono particolarmente difficili tecnicamente, sia per la quota del pavimento (prossima a quella del medio mare), sia per altre cause"
Nel 1973 la basilica venne chiusa al pubblico e si iniziarono i lavori di recupero e di salvaguardia del pavimento sotto la guida del Magistrato alle Acque e grazie al finanziamento dalla signora Gladys Delmas di New York, tramite il comitato americano Save Venice e il Ministero della Cultura. Il pavimento fu tagliato in sezioni, tolto e immagazzinato. I lavori proseguirono con la posa di un sottopavimento con la funzione di proteggere il prezioso mosaico dall'umidità e dall'acqua alta. Alla fine dei lavori di posa il mosaico venne quindi reinstallato. Le tessere mancanti vennero sostituite per riformare la leggibilità dei disegni originali e le lacune più grandi vennero riparate sostituendole con pavimentazioni di marmo.

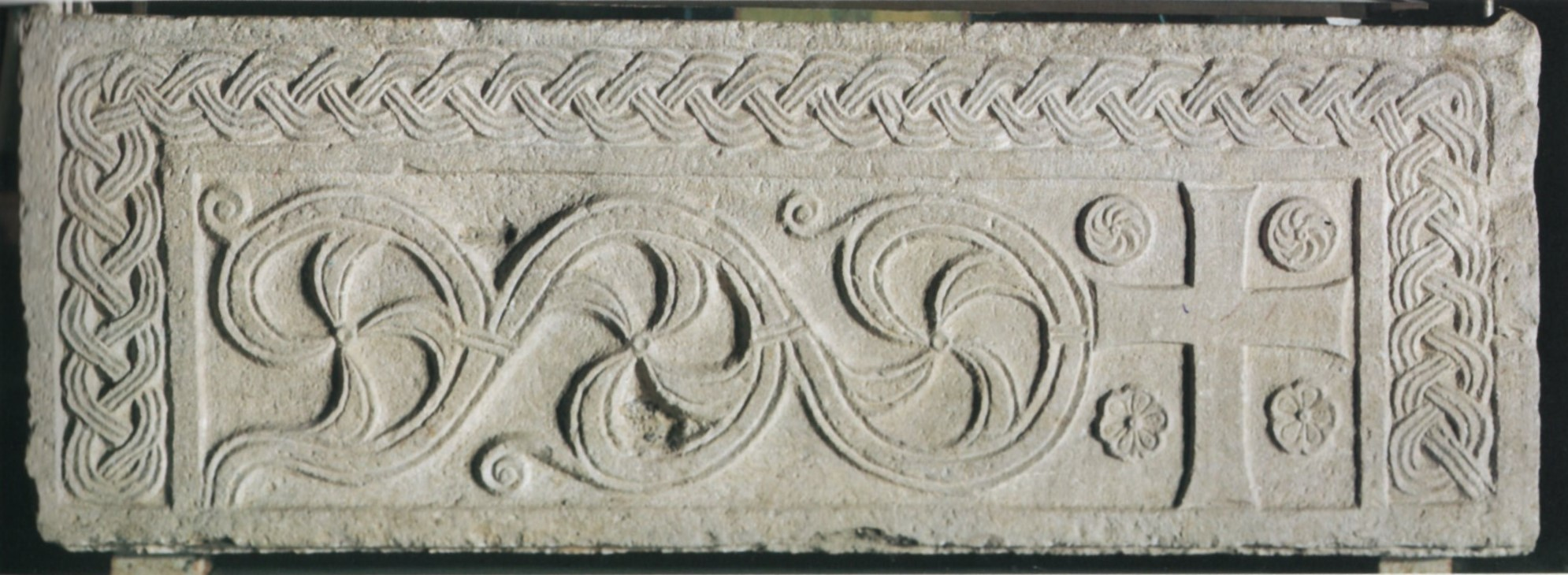
Il ritrovato sarcofago del secolo IX che viene usato come mensa liturgica

Nel sottopavimento sono rinvenuti interessanti reperti archeologici appartenenti alla chiesa precedente: il più importante è un sarcofago del secolo IX splendidamente scolpito, senza coperchio, ma contenente ossa, che venne usato come ricettacolo per il corpo di San Gerardo Sagredo e come base per la mensa eucaristica.
Nel dicembre 1979 il restauro fu inaugurato dal Patriarca di Venezia, Marco Cè. Anni di usura e la continua minaccia delle acque alte come l'ultima del 12 novembre del 2019 hanno portato oggi alla necessità di un nuovo intervento per salvare le numerose tessere che si stavano nuovamente staccando.
Dal 2012 al 2015 Save Venice ha finanziato un'ulteriore campagna di manutenzione per la riparazione del pavimento, condotta in collaborazione con la Curia Patriarcale e sotto il controllo della Soprintendenza per i Beni Architettonici e Paesaggistici di Venezia e Laguna. Il primo intervento di questo restauro ha interessato una zona rettangolare posta tra il pulpito marmoreo e il pilastro, sulla navata di sinistra della basilica; ii successivi diversi mosaici che furono staccati, restaurati e rimessi in posa per lo più nella navata di sinistra e in quella centrale.

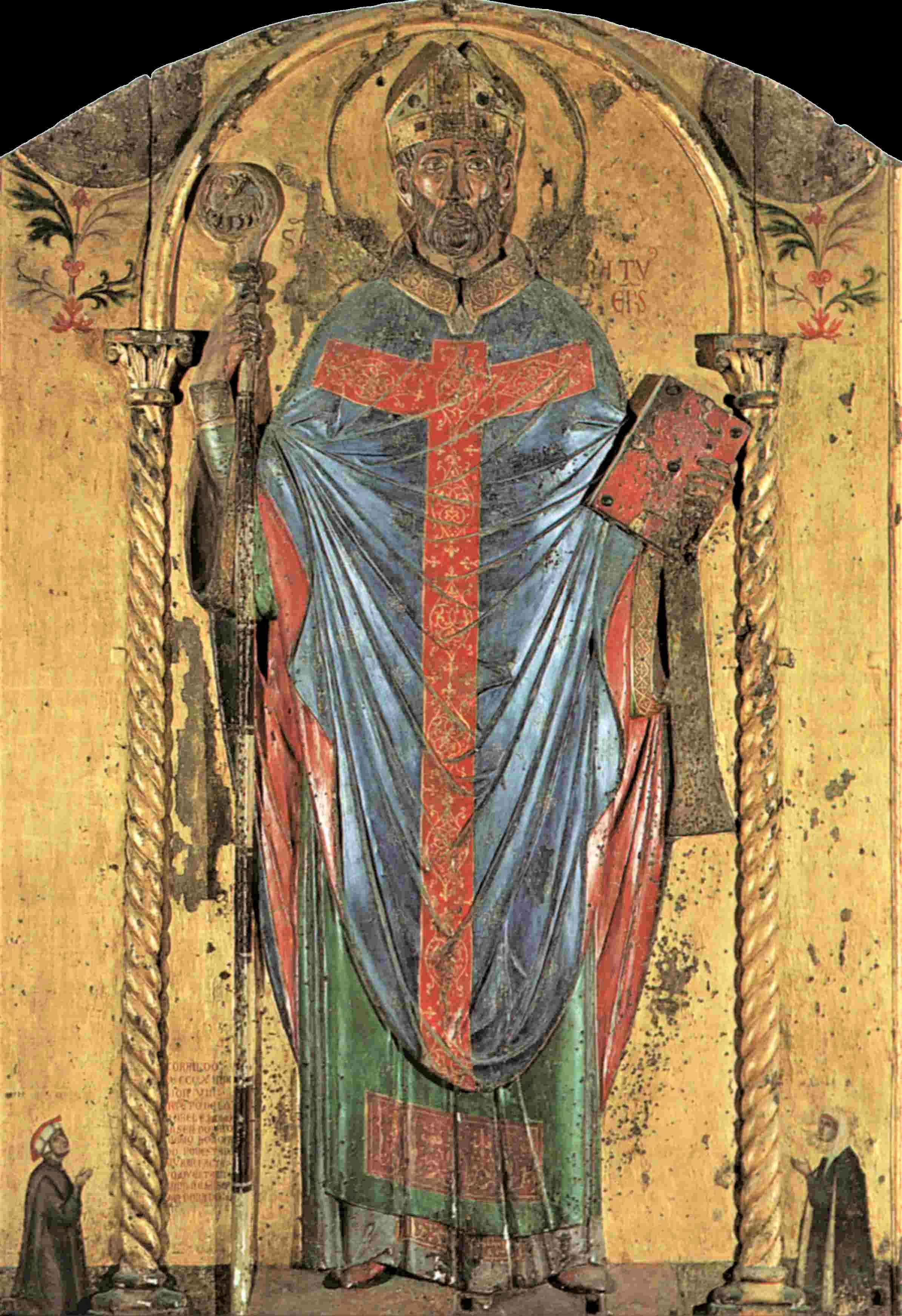
Ancona di San Donato del 1310 ora nel Museo diocesano di Sant'Apollonia

### Ancona di San Donato
Donato di Eurea, vissuto nel secolo IV, è celebrato come grande taumaturgo. A questo proposito si legge una testimonianza di Sozomeno: "Eodem tempore in diversi orbi partibus multi inter episcopos enituerunt. Ex his fuit Donatus, Euroeae in Epiro episcopus: quem cum alai multa ammirabili perpetrasse, ius lochi incolse testantur, tum illud precipue quod in draconis interfectione gesti". Il dragone, che divorava il bestiame nei dintorni, sarebbe stato vinto e ucciso dal santo con un segno di croce.

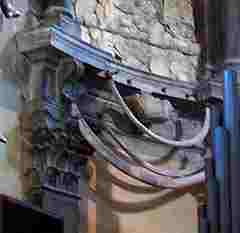
Ossa del drago ucciso da San Donato nell'abside della basilica

Nel 1125 le reliquie di San Donato furono traslate dal doge Domenico Michiel nella chiesa matrice di Santa Maria Assunta nell'isola di Murano che da allora assunse anche il titolo del santo vescovo. Assieme al corpo vennero traslate anche le enormi ossa del drago che secondo la tradizione sarebbe stato ucciso da San Donato. Queste ossa (tre costole ed una vertebra) sono appese nella parte inferiore dell'abside dietro l'altare maggiore, ma probabilmente si tratta di resti di una balena.
Il culto del nuovo santo prese sempre più piede tanto da diventare il patrono dell'isola.
Nella navata di sinistra c'era un'ancona lignea del 1310 con raffigurato San Donato, che ora è stata trasferita nel Museo Diocesano a Santa Apollonia. San Donato è in vesti vescovili con il pastorale con l'Agnus Dei e in mano il Vangelo. Ai lati del capo la didascalia recita: ST DO / NETUS EPS (Sanctus Donetus Episcopus). Ai suoi piedi è inginocchiato Donato Memo, podestà di Murano in abito da cerimonia con a destra la moglie con veste scura bordata di pelliccia. Sul lato sinistro una didascalia recita: «Corando MCCCX indi / cion VIII in tepo lo / nobele homo / miser Donato Memo honora / do Podesta de  / Muran facta / fo quest'an / cona de miser San Donato». È questa la più antica testimonianza scritta di volgare veneziano nel periodo in cui Dante scriveva la Divina Commedia.
L'ancona lignea è attribuita a Bartolomeo di Ca' Nason.

### San Gerardo Sagredo
Nel transetto destro si trova l'urna con il corpo di San Gerardo Sagredo, l'unico martire tra i santi venerati dalla chiesa di Venezia. E' patrono dell'Ungheria. 

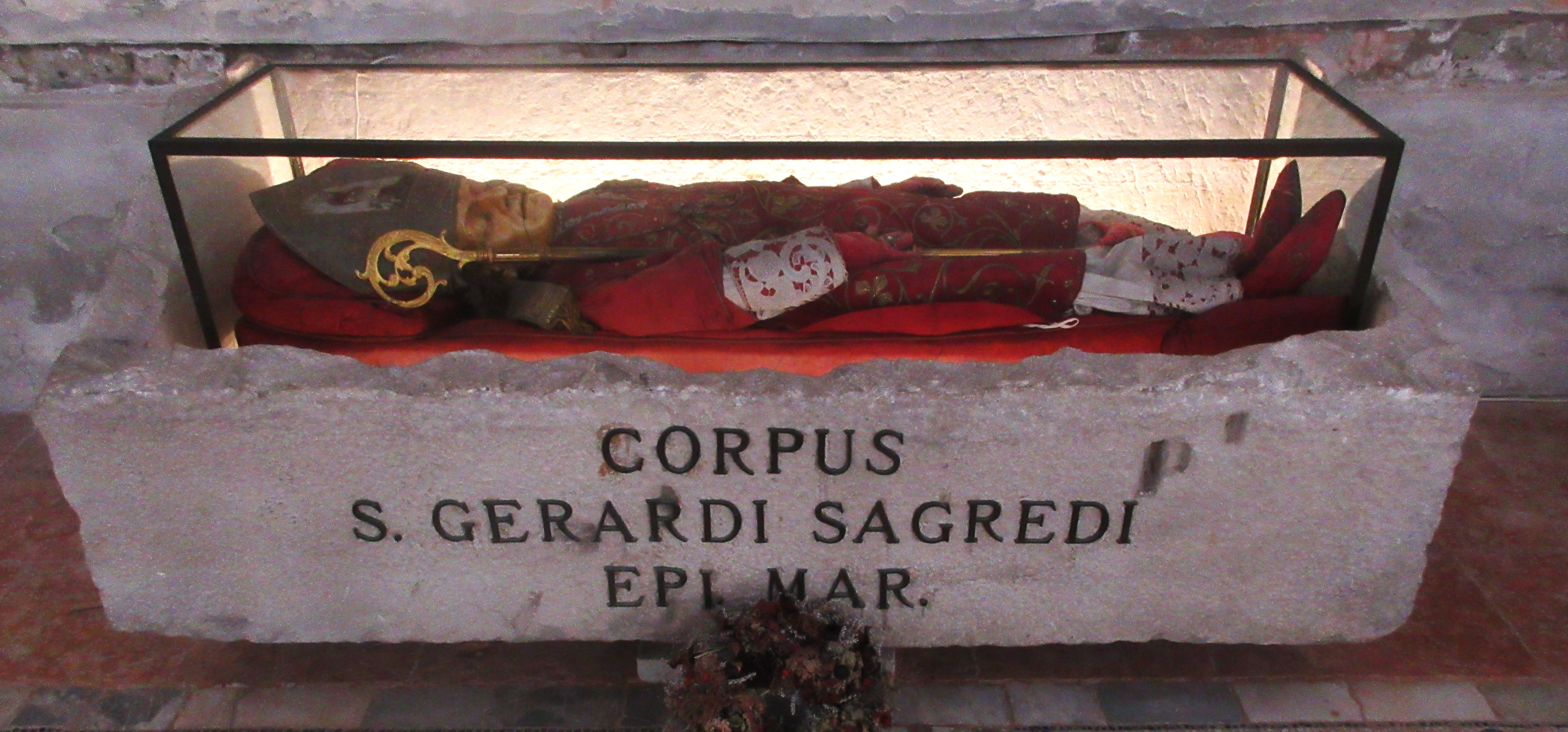
Corpo Gerardo Sagredo

Nel 1873 l'abate Vincenzo Zanetti nella sua descrizione della basillica dei Santi Maria e Donato riporta una nota tratta da un registro della Cancelleria Muranese: «Per lo M. Fantino Marcello reg. podestà ed per ufficiali di questa comunità fo avuto in dono il corpo di S. Gerardo Sagredo in allora portato a Venezia, dopo letigio havuto con ca Sagredo, et nel 23 febbraio 1400 fo' esso posto con gran pompa nella nostra chiesa di Santa Maria et Donà con la presentia di M. Filippo Vescovo di Torcello e suo clero et popolo grande».
Esistono tuttavia delle testimonianze che anticipano la traslazione del corpo di San Gerardo Sagredo. Flaminio Corner la fissa al 1333 e nel Catalogus sanctorum del 1372 redatto da Pietro Natali si legge: «In ecclesia maiori sancte Marie de Murano requiescit corpus sancti Gerardi episcopi et martiris in altari maioris ipsius ecclesiae». Già nel XIII secolo nei libri liturgici marciani si rintracciano tuttavia antifone e responsori composti per l'ufficio e la messa che veniva celebrata il 23 febbraio, giorno della traslazione del corpo di Gerardo Sagredo.
Nella basilica di San Marco a Venezia un mosaico con l'effige di San Gerardo Sagredo risalente alla prima metà del XIII secolo è accompagnata dall'intitolazione "S GERARDVS MĀR[TIR] ET PONTIFES". (San Gerardo martire e pontefice). 

### Il bottazzo de Sant'Alban

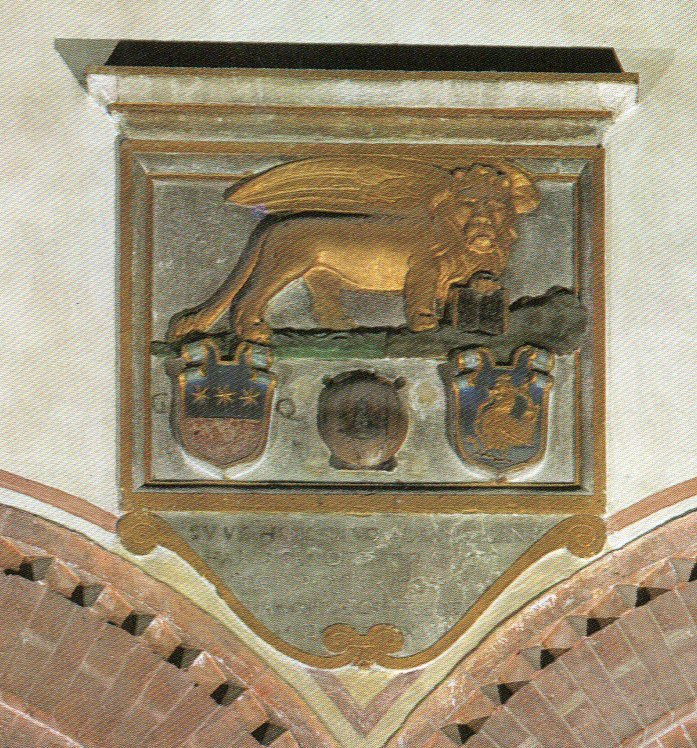
Il bottazzo di Sant'Alban è appeso ad una parete della navata centrale

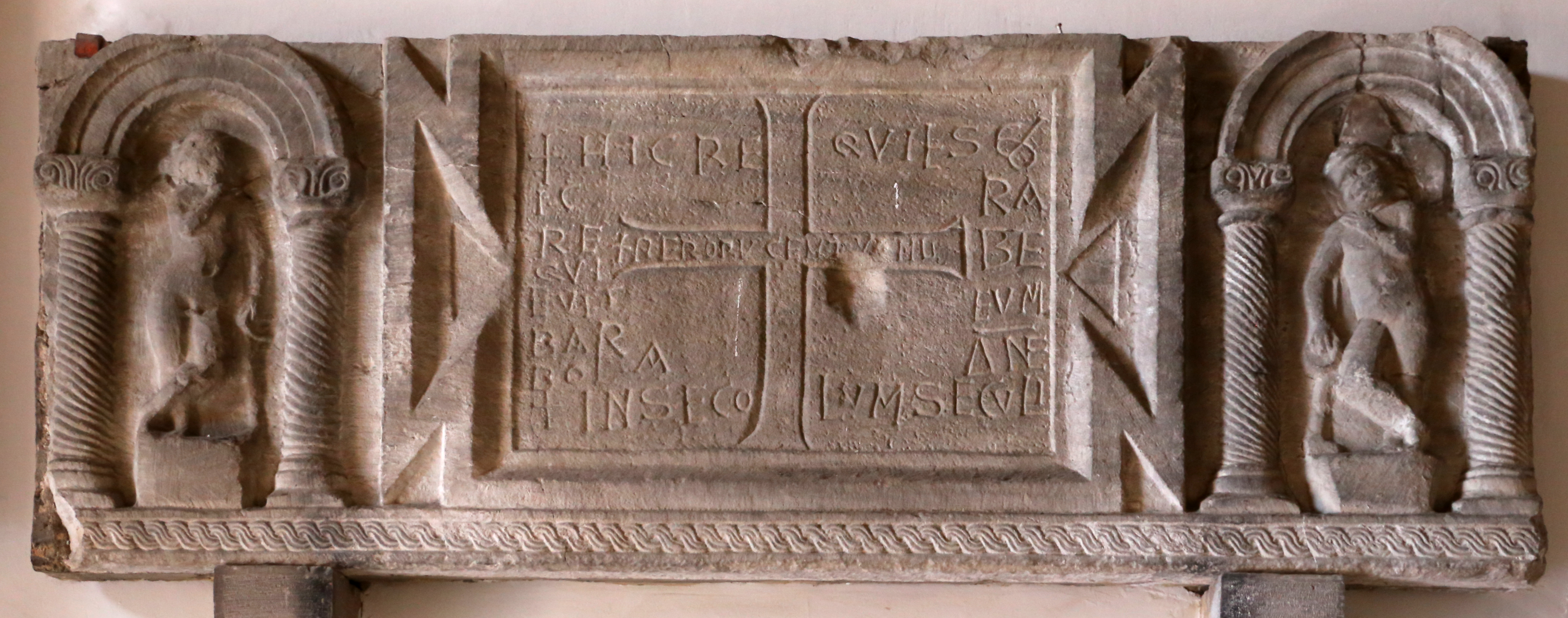
Fronte di sarcofago ad arcate del secolo IV nella Basilica di San Donato a Murano

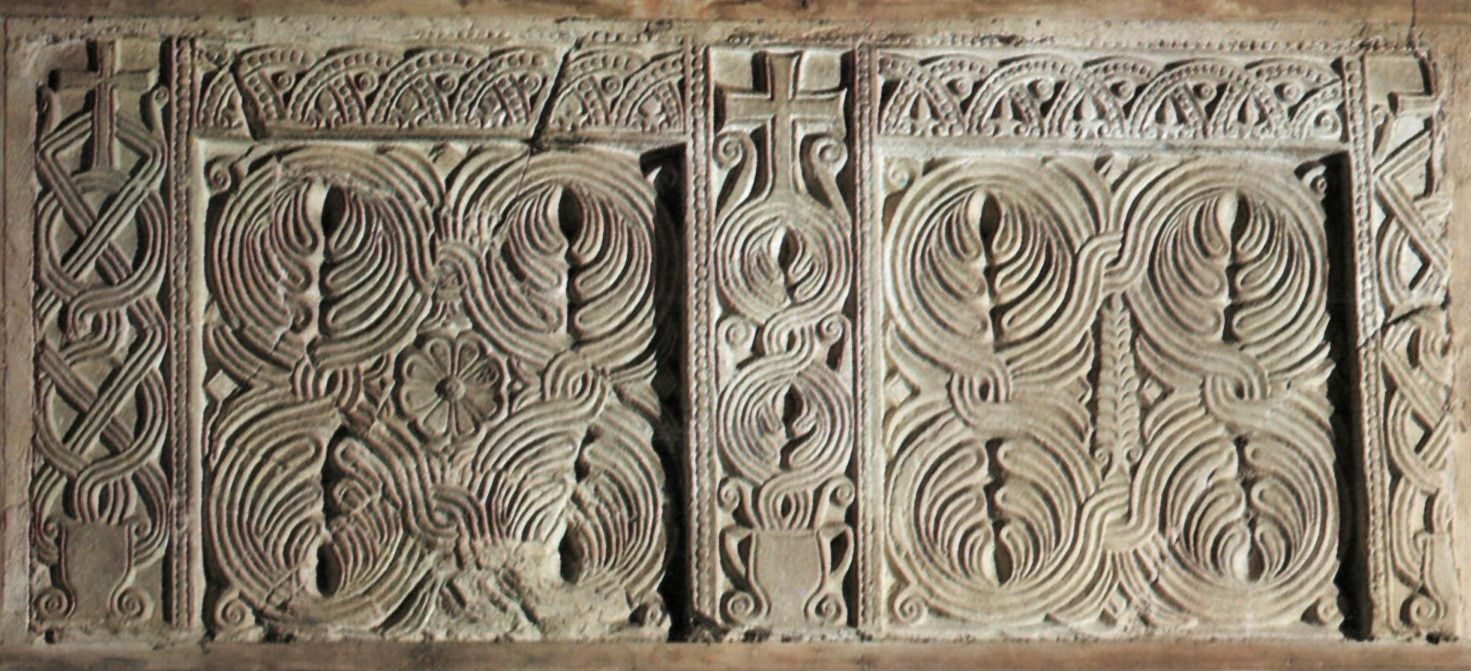
Sarcofago del secolo IX nella basilica di San Donato a Murano

Sopra la terza colonna di sinistra si scorge un riquadro rettangolare con modanatura nella parte superiore e iscrizione racchiusa entro volute nella parte inferiore. La parte superiore del riquadro è quasi completamente occupata dal leone marciano con il Vangelo aperto sotto il quale si trova una botticella conosciuta come il bottazzo de Sant'Alban; l'orcio di legno è posto tra gli stemmi del podestà Carlo Quirini a sinistra, e del Comune di Murano a destra in cui compaiono il gallo, la volpe e la serpe, dorati su campo blu. Questa botticella venne murata dal podestà di Murano in questo luogo nel 1543 in una delle tante fasi di lotte campaniliste tra muranesi e buranelli perché non potesse essere più ripresa dagli abitanti di Burano. Si narra che questo barilotto, conservato nella chiesa parrocchiale di Burano vicino all'urna di Sant'Alban, fosse sempre pieno di vino ed aveva la proprietà di riempirsi miracolosamente tutte le volte che veniva svuotato. Sotto una solenne iscrizione ricorda il mirabolante episodio: SUUS HINC DIVO ALBANO CANT / HARUS PENDET TUTAM CUI / PRAETOR QUIRINUS CAROLUS / HANC PIUS POSUIT SEDEM / MDXLIII. 

### Gli organi
Organo maggiore
La basilica dispone di un organo a trasmissione meccanica collocato nel transetto a sinistra rispetto all’altare, opera del 1894 di Domenico Malvestio nato originariamente per una sinagoga veneziana; è stato restaurato nel 2015 da Pasquale Ferrari. Comprende una tastiera di 56 note (Do1-Sol5) e una pedaliera di 27 (Do1-Re3).
Disposizione fonica
- Principale 8’
- Unda maris
- Ottava 4’
- Ripieno 3f.
- Bordone 16’ al Pedale

Organo Positivo
È presente inoltre un pregevole strumento del tipo “positivo a cassapanca” della ditta tedesca Paul Ott costruito nel 1968. Possiede una facciata unica ad ala con tastiera di 51 note (Do1-Re5), divisione bassi-soprani Do3
Disposizione fonica
- Gedackt 8’
- Spitzflöte 4’
- Prinzipal 2’
- Oktav 1’ B-S

### Cappella di Santa Filomena
Nella parete di sinistra una porta conduce nella cappella di Santa Filomena, che una volta era situata nella navata sud all'esterno della chiesa, ma che è stata demolita e ricostruita nel fianco nord della chiesa tra il 1866 e il 1873. Sui muri della cappella sono inseriti dei frontoni di sarcofagi di provenienza altinate: un frontone di sarcofago romano del secolo IV, un pluteo longobardo del secolo VIII e un frontone di sarcofago del secolo IX. Un'ara sepolcrale romana, proveniente da Altino e appartenentre alla familia Acilia, veniva usata nel battistero, antistante la chiesa, per il battesimo di immersione. Quando il battistero fu demolito nel giugno del 1719, l'ara venne spostata nella seconda sacrestia sul lato meridionale della chiesa ora distrutta. Venne quindi collocata nella nuova cappella di Santa Filomena; oggi è situata nel transetto destro della basilica.

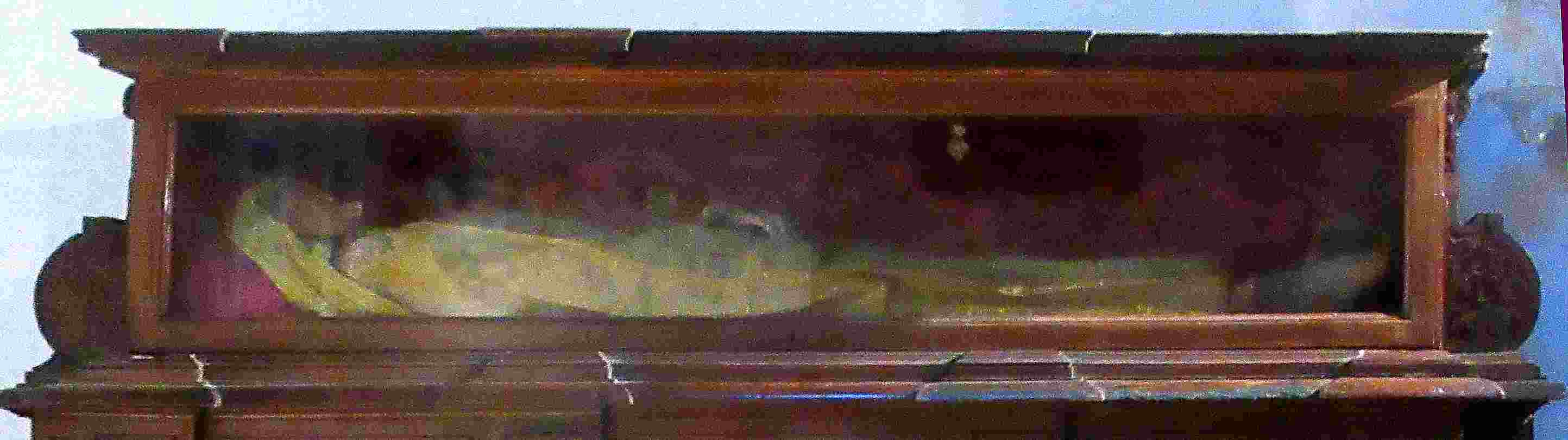
Corpo del Beato Daniele d'Ungrispachs

Nel 1995 in questa cappella è stato posto il corpo del beato Daniele d'Ungrispachs che prima si conservava in una cappella dell'Istituto delle Suore Dorotee che aveva fatto parte del soppresso convento di San Mattia. Il beato Daniele d'Ungrispachs era un ricco mercante di pellicce, nato a Cormons nel 1344 e morto a Murano nel 1411, che, passando per Venezia nel rientro dai suoi viaggi di affari, si ritirava in preghiera nel convento di San Mattia dove faceva vita religiosa con i monaci. Fu sepolto nel chiostro del convento e quando dopo molti anni il sepolcro venne riaperto, si trovò che il suo corpo era ancora intatto. Si gridò al miracolo e da quel momento Daniele d'Ungrispachs venne venerato come beato dai muranesi.
Nella sacrestia sono appesi i quadri con i ritratti di tutti i parroci della parrocchia a partire da Michele Monetario del 999 che fu il primo parroco. La serie cronologica è stata tratta dll'archivio parrocchiale nel 1714 dal parroco Girolamo Calura.